# Signe de croix
Pour les articles homonymes, voir Signe et Croix.

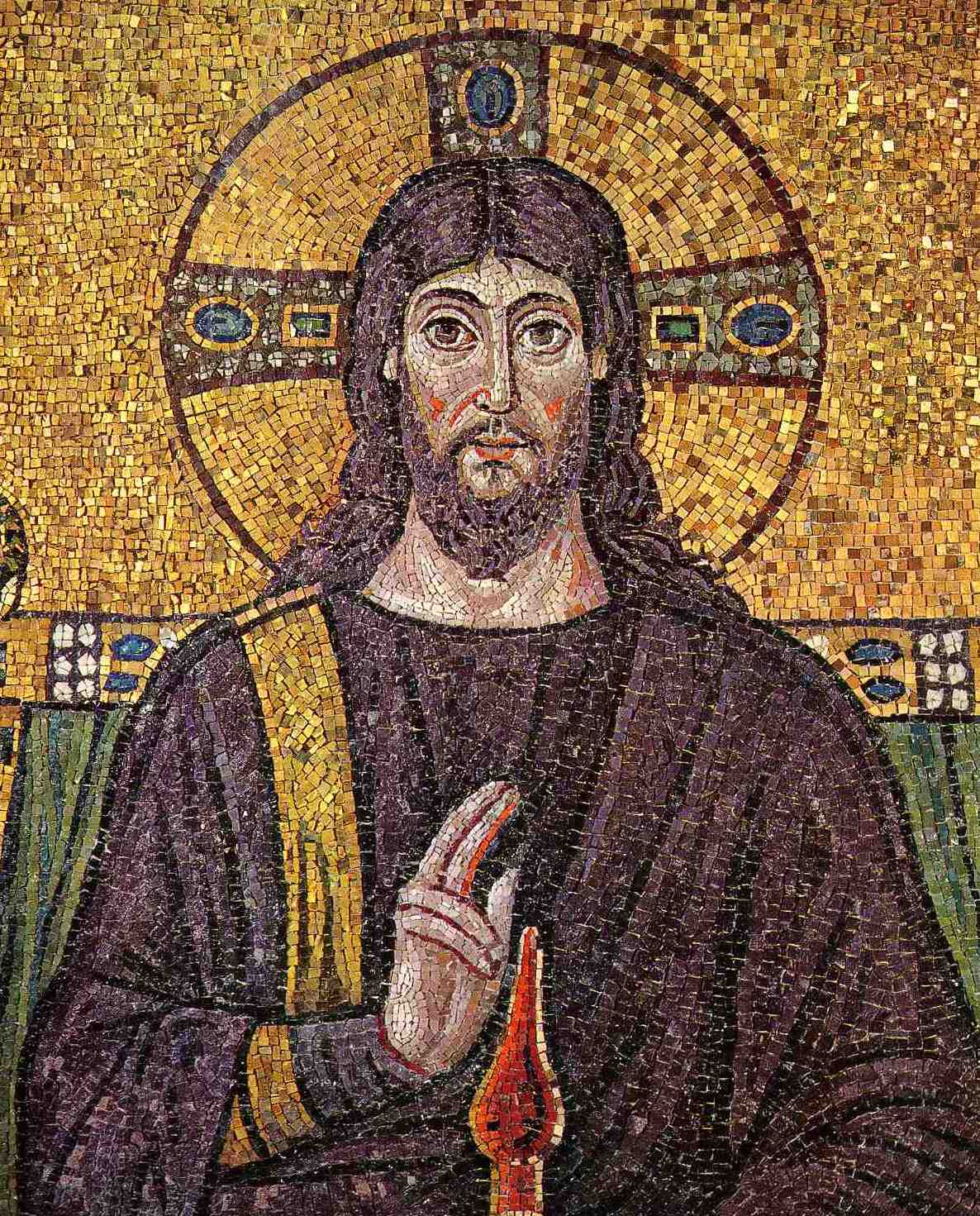
Christ bénissant avec le signe de croix, mosaïque de la basilique Saint-Apollinaire-le-Neuf, Ravenne.

Le signe de croix, ou signe de la croix, est un geste rituel pour les catholiques, les orthodoxes et certaines dénominations protestantes consistant à porter deux, trois ou cinq doigts de la main droite sur son front puis sur sa poitrine, et enfin d'une épaule à l'autre (de gauche à droite pour les catholiques, de droite à gauche pour les orthodoxes) en prononçant les paroles : « Au nom du Père, et du Fils, et du Saint-Esprit. Amen. ». Dessiner sur soi-même une croix, symbole de la Passion du Christ, marque l'appartenance à une communauté chrétienne et constitue une profession de foi, se remettre à la rédemption par le Christ. On dit alors de la personne qu'elle « se signe ».
Le signe de croix est attesté dès le IIIe siècle et se fait sur le front jusqu'au VIIe siècle. Il est commun à la plupart des confessions chrétiennes, encore que les protestants le pratiquent moins et les chrétiens orientaux plus encore que les catholiques latins.
Ce signe est utilisé en de nombreuses occasions, liturgiques ou non, en privé ou lors de cérémonies publiques ; une utilisation superstitieuse ou magique pour repousser un maléfice est encore courante et son usage est dénoncé dès les premiers siècles.

## Le signe de la croix

### La croix: symbole chrétien
La croix ne devient l'emblème principal de la chrétienté qu'à partir du IVe siècle sous le règne de l'empereur Constantin (310-337), initialement sous la forme du chrisme qu'il choisit comme emblème de son armée; l'invention, selon la tradition chrétienne, de la « Vraie Croix » en 326 par Hélène mère de Constantin renforce ce symbole.
Le geste de tracer un signe de croix sur le front est un des rites courant du christianisme primitif. Utilisé lors du baptême, ou tracé en symbole de protection, il se réfère à une prophétie du Livre d'Ézéchiel (9:4-6), : « Passe par le milieu de la ville, et marque d'un tav le front des hommes »'.

### Origine
Les premières sources disponibles sur le signe de croix comme pratique chrétienne datent du IIIe siècle. Parmi les premières attestations Origène explique que les chrétiens se signent sur le front avant de commencer toute tâche, particulièrement avant la lecture des Écritures ou la prière.
Le signe de croix est attesté par Tertullien, comme une pratique habituelle chez les chrétiens à la fin du IIe siècle-début du IIIe siècle, en guise de protection et en signe d'appartenance à la communauté chrétienne. Les chrétiens se signent pour les activités du quotidien et ce rite est considéré par les Romains comme une pratique magique. À la même époque, Hippolyte de Rome évoque également le fait de se signer et, dans la deuxième moitié du IVe siècle, Grégoire de Nysse et Jean Chrysostome évoquent explicitement le « signe de la croix ».
Cyrille de Jérusalem rapporte que les chrétiens se signent en toute occasion, à tout moment de la journée du lever au coucher, et Basile de Césarée revendique l'antiquité apostolique de la pratique. Le signe de croix se généralise : son application sur les blessures ou aux parties malades du corps est également bien documentée. Jean Chrysostome recommande le signe de croix pour se prémunir contre la colère ou les insultes dirigées contre un tiers.

### Évolution
Jusqu'au VIIe siècle, le signe de croix reste un geste effectué sur le front avec le pouce. La façon de se signer évolue ensuite au fil du temps et des schismes qui ont séparé les Églises chrétiennes, en un geste plus ample et intégrant d'autres symboliques. Le grand signe de croix probablement courant en orient dès le VIIIe siècle se répand probablement en occident mais les témoignages ne datent que du XIIe siècle. Au début les chrétiens en Orient (le monde byzantin) et en Occident (le monde latin) se signent avec trois doigts, comme aujourd'hui les orthodoxes. À partir du XIIe siècle et du schisme entre chrétiens orthodoxes et catholiques, le catholicisme fait évoluer le signe de croix : on ne s'y signe plus avec trois doigts mais avec la main. De plus, il devient usuel de se signer de gauche à droite. Peu à peu, cette pratique s'impose dans le monde catholique, et elle y devient la norme.
Au tournant du XIIIe siècle, le pape Innocent III explique pourtant : « Le signe de la croix doit se faire avec trois doigts, parce qu'on le trace en invoquant la Trinité, dont le prophète dit : Il a soutenu sur trois doigts la masse de la terre. Il est tracé de haut en bas, et est ensuite coupé de droite à gauche, parce que Jésus-Christ est descendu du ciel en terre et a passé des Juifs aux Gentils. Certains, cependant, font le signe de la croix de gauche à droite, parce que nous devons passer de la misère à la gloire, tout comme le Christ a passé de la mort à la vie, et du séjour des ténèbres au paradis… »
L'usage des cinq doigts dans l'Église Catholique s'est malgré cela répandu dans beaucoup de pays (France, Allemagne, Angleterre, Italie...), alors que l'usage des trois doigts est resté commun dans les pays hispaniques notamment.

## Les deux gestes et leurs usages

### Signation à un doigt
C'est la plus ancienne, elle est directement issue de la tradition de l'ancien testament tel qu'elle est évoquée dans le Livre d'Ézéchiel (9:4-6), le signe du Tav évoquant le nom de Yahvé marquant d'un sceau le front des élus. La croix tracée le plus souvent sur le front avec le pouce correspond au signe décrit par Tertullien qui apparait d'usage répandu dès le IIIe siècle. La marque peut être appliqué sur le front mais aussi la bouche (la parole), la poitrine ou le cœur (le sentiment ou la foi), les oreilles (comme dans le baptême, éphéta, l'écoute), les épaules (les bras au service de la foi).
Cette signation peut être appliquée comme une bénédiction remplaçant d'autres rites comme l'imposition des mains sur la tête ou faite comme une auto-signation en signe d'appartenance à une communauté chrétienne et pour devenir plus fort face au mal et aux persécuteurs tel que l'évoque Hippolyte de Rome.

#### Usage
Son usage actuel dans l'église catholique en fait un geste central dans l'accueil des catéchumènes, le signe fait sur le front marquant leur entrée dans la communauté, il est répété sur les oreilles sur les yeux sur la bouche sur le cœur et sur les épaules,. Pendant le Baptême comme pour le sacrement de confirmation une onction de avec le saint chrême s'accompagne d'une signation sur le front. Dans la cérémonie du mercredi des Cendres les participants reçoivent sur le front Une signation avec des cendres. Avant la lecture de l'évangile chacun dans l'assemblée se signe le front, la bouche et le cœur.
Ce geste peut également marquer des objets comme le pain avant de le trancher.

### Le grand signe de croix
Réalisé avec la main droite à trois doigts ou la main entière suivant les époques et les différentes traditions, marquant le front puis la poitrine ou plus bas puis chacune des deux épaules il est associé à l'énoncée trinitaire : « Au nom du Père, et du Fils, et du Saint-Esprit. Amen. » (ou « ainsi soit-il » en français jusqu'au concile Vatican II pour les catholiques).

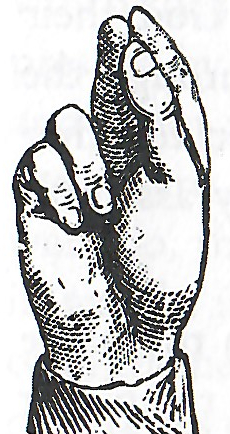
Position des doigts dans le christianisme orthodoxe, illustration de 1899.

Pour les orthodoxes et catholiques orientaux, qui ont en commun la tradition byzantine, le geste consiste à toucher avec trois doigts de la main droite (pouce, index, majeur) le front, puis la poitrine, puis l'épaule droite et enfin l'épaule gauche. Le front symbolise l'esprit, la poitrine le cœur, l'épaule droite la justice, et l'épaule gauche la miséricorde qui tempère la justice. Ces trois doigts symbolisent la Trinité (Père, Fils et Esprit) et se réunissent à leur sommet pour marquer que Dieu est Un. Les deux autres doigts, repliés sur la paume, représentent les deux natures (humaine et divine) du Christ,. En revanche, les vieux-croyants russes se signent avec deux doigts comme avant le schisme orthodoxe russe de 1666-1667 pour marquer leur adhésion aux deux natures du Christ mais aussi leur rejet du geste à trois doigts établi lors du schisme).
Pour les catholiques occidentaux (latins), le geste consiste à toucher successivement, du bout des doigts (indistinctement dépliés) de la main droite (les cinq doigts rappelant les cinq plaies du Christ sur la Croix), le front, la poitrine (cœur), l'épaule gauche puis l'épaule droite. Les signes de croix de droite à gauche et de gauche à droite coexistaient dans l'Occident médiéval, avec divers sens symboliques, le second s'étant finalement imposé avec le temps. De la même façon, l'usage orthodoxe consistant à répartir les doigts en deux groupes (trinité, dualité) s'est perdu avec le temps, pour des raisons néanmoins plus obscures. Depuis le concile de Vatican II, pour les catholiques, l'usage liturgique officiel conseillé est d'utiliser la main entière, tant par le prêtre pour bénir que pour le fidèle pour recevoir la bénédiction et faire le signe de Croix.
La main droite est utilisée car elle « tient un rang de préférence, la Nature l'ayant placée au côté droit, symbole de l’honneur, du bonheur et de la prééminence ». Le discours d'Éphrem le Syrien sur l'Antéchrist annonce aussi que ce dernier frappera de son signe la main droite des Hommes par haine du signe de croix qu'elle effectue.

#### Usage
- pour ouvrir ou pour conclure une oraison comme la prière quotidienne en famille ou le bénédicité avant un repas,
- à l'entrée des églises, après avoir trempé le bout de l'index et du majeur dans l'eau bénite, qui rappelle, à titre symbolique, le lavement des Hébreux avant d'entrer dans la tente de l'Arche d'alliance,
- en réponse à une bénédiction
- devant et à l'entrée d'une église, près d'une croix ou un calvaire,
- au passage de la croix portée par le diacre ou un crucifère, par exemple à la procession d'entrée du clergé se rendant au chœur pour la messe,
- dans le cadre de la liturgie, pour marquer certaines étapes,
- dans les moments importants de la vie, par exemple en assistant à un décès,
- trois fois de suite en l'honneur de la Trinité (chrétiens orientaux),
- pendant la liturgie, fréquemment, notamment à l'évocation du nom de Dieu (Sainte Trinité) (chrétiens orientaux),
- à n'importe quel moment, dès lors que le fidèle en ressent le besoin.

#### La bénédiction
La bénédiction dans la tradition chrétienne est un geste reproduisant le grand signe de croix, la main tournée vers l'extérieur, main ouverte pour les catholiques aujourd'hui, avec trois doigts levés chez les chrétiens orientaux et pour l'église romaine à l'époque médiévale ; le geste, plus ample, dépasse le corps du bénissant. Cette représentation des trois doigts est devenu le symbole de la bénédiction de Jean le Baptiste au Christ en majesté sans oublier les peintures et statuaires de saints évêques.

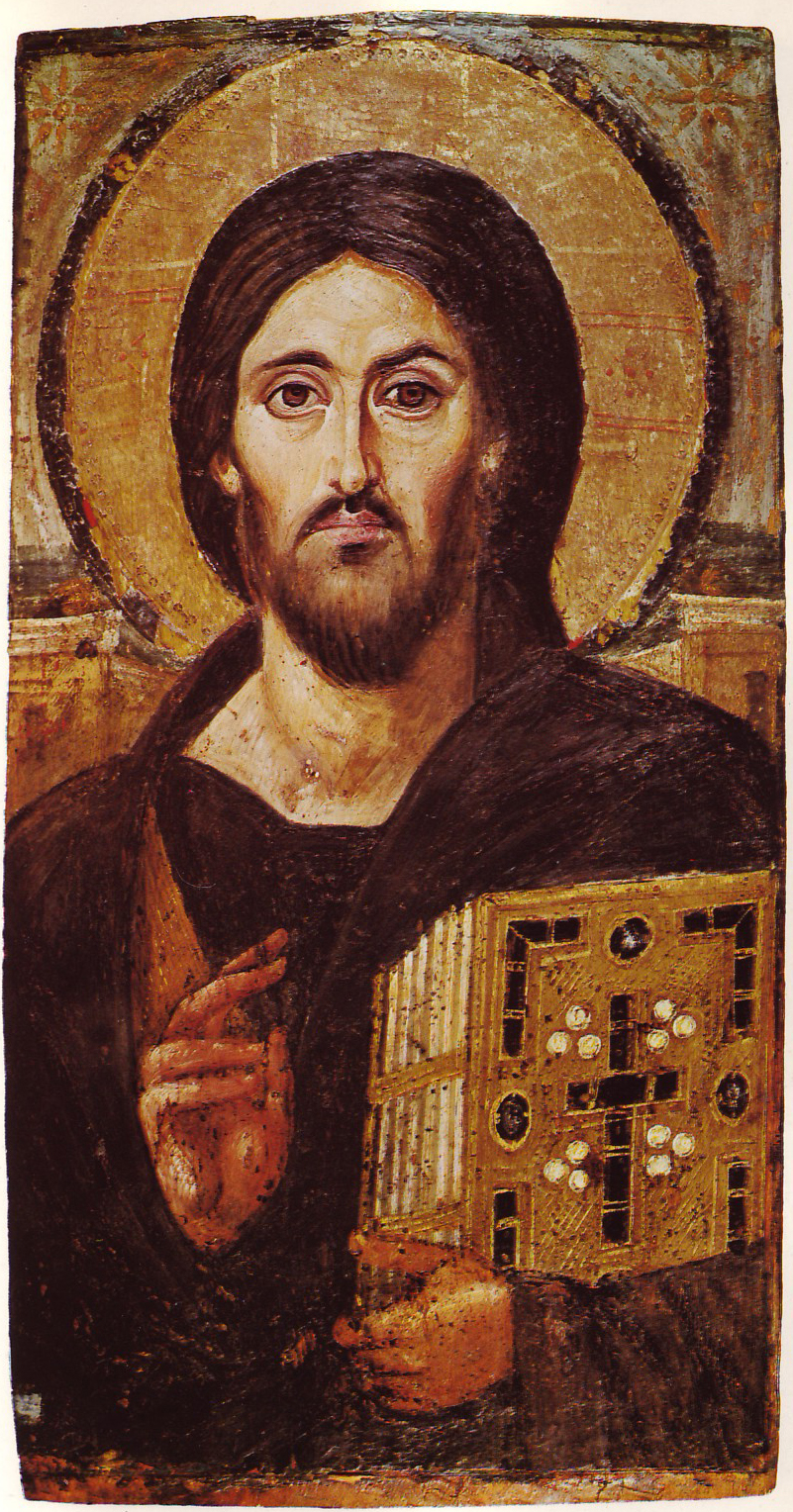
Monastère Sainte-Catherine du Sinaï, VIe siècle.
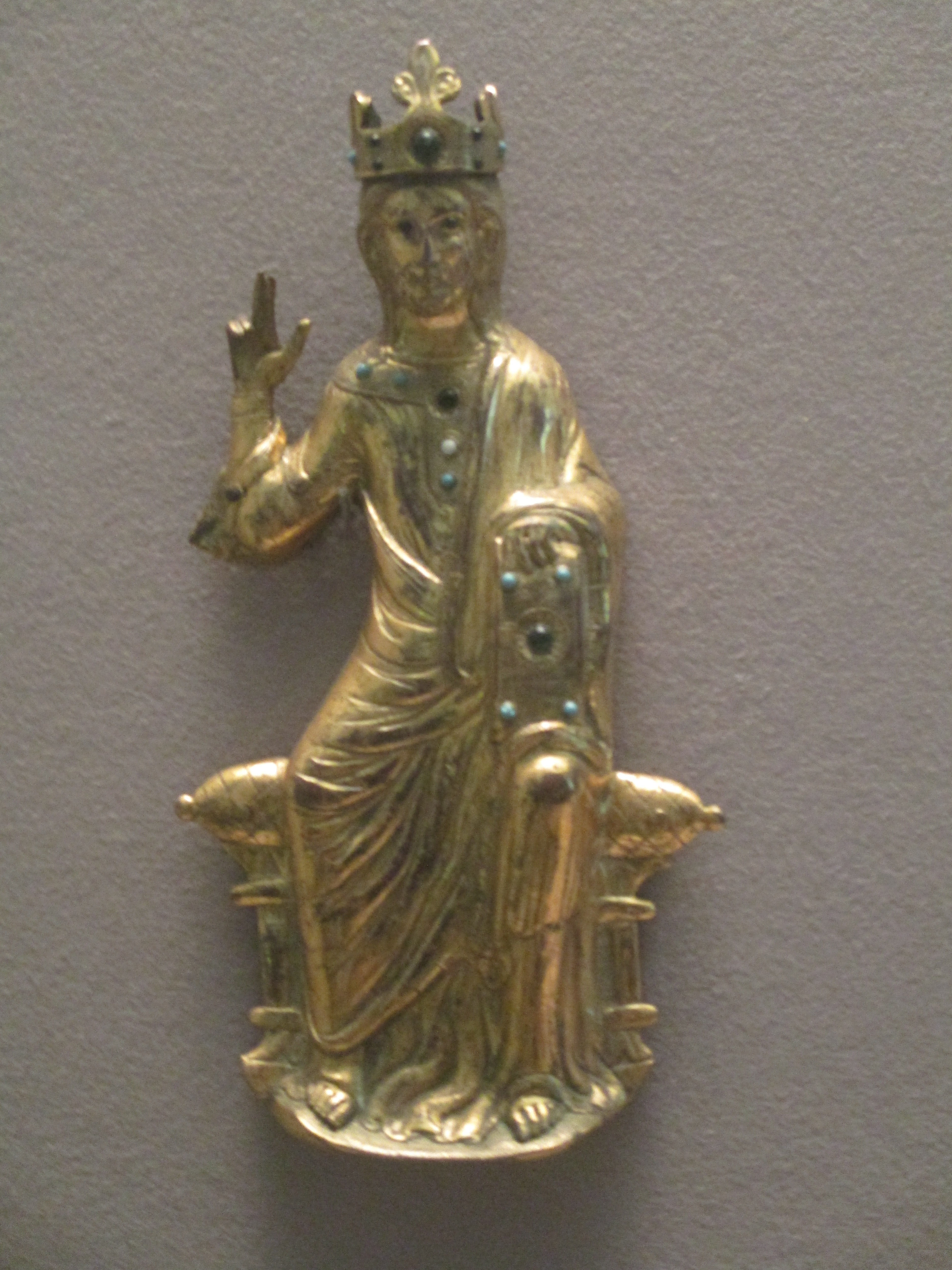
Limoges 1220-1225 conservé au Louvre.
Blason de Saint-Jean-de-Maurienne (Savoie).

La bénédiction dans l'Église catholique la plus médiatisée est la bénédiction urbi et orbi que le pape adresse du balcon de la basilique Saint-Pierre du Vatican aux chrétiens présents sur la place Saint-Pierre (urbi) et aux catholiques du monde (orbi).
Quand un chrétien reçoit une bénédiction il répond en se signant.

## Particularités des églises issues de la Réforme
Bien que le signe de croix soit antérieur au concile de Nicée, il fut rejeté par quelques-uns des Réformateurs comme étant une pratique catholique, et cela en dépit de la vision positive qu’en avait Martin Luther, de la prescription faite par le Livre de la prière commune et le Code de droit canonique anglican de 1604. 
Le Livre de la prière commune de 1549 a réduit l'usage du signe de croix par le clergé pendant la liturgie à cinq occasions. Le Livre de la prière commune de 1552 (révisé en 1559) a réduit les cinq usages à un seul, pendant le baptême.
Les Églises issues de la Réforme l'utilisent donc avec parcimonie. Son usage est plus fréquent dans les courants luthériens ou anglicans (Haute Église), par exemple, après la Sainte Cène.

### Luthéranisme
Parmi les luthériens, la pratique du signe de croix a été majoritairement retenue. Par exemple, dans le Petit Catéchisme de Luther, il est recommandé avant les prières du matin et du soir. Le luthéranisme n’a jamais abandonné cette pratique et elle était encore très présente dans les cultes jusqu’au début du XIXe siècle. Après une période pendant laquelle il tomba en désuétude, le signe de croix a repris sa place dans les célébrations sous l’impulsion du mouvement de renouveau liturgique des années 1950-1960. Les rubriques dans les manuels contemporains de liturgie luthérienne comme l'Evangelical Lutheran Worship, le Lutheran Service Book, le Lutheran Book of Worship (en) et le Lutheran Worship prescrivent le signe de croix à certains moments de la liturgie, comme dans la pratique catholique romaine.
L’usage dévotionnel du signe de croix parmi les luthériens est manifeste au moment de la Sainte-Cène et au moment de l’absolution. Certaines paroisses, essentiellement en Amérique du Nord, ont même rétabli l’usage de l’eau bénite pour se signer à l’entrée des églises.
Dans les églises européennes, il est très rare pour les luthériens de se signer.

### Méthodisme
Les Églises méthodistes épiscopales, telles que l’Église méthodiste unie, sont essentiellement liées, à ce sujet, à la position historique méfiante de la Réforme protestante. Bien que le signe de croix soit moins fréquent dans une liturgie méthodiste que dans la messe catholique, les livres liturgiques en mentionnent l'utilisation. L’usage privé du signe de croix reste à la discrétion de chaque méthodiste, pour la prière personnelle par exemple, et a été encouragé par les évêques de l’Église méthodiste unie. Quelques Églises méthodistes aujourd’hui usent du signe de croix avant et après la participation à la communion et quelques pasteurs se signent à la fin de leur prédication. Cela est en partie lié à la réintroduction de la liturgie du Mercredi des Cendres avec l'imposition des cendres par un signe de croix. En France, seule la Mission méthodiste épiscopale de France, de tradition anglicane « Basse Église », conserve l'usage du signe de croix dans les rites, comme celui du baptême, où il est prévu par le Book of Common Prayer de 1662.

## Symbolique
Le Curé d'Ars énonce au sujet du signe de croix « Le signe de la croix est redoutable au démon, puisque c'est par la croix que nous lui échappons. Il faut faire le signe de la croix avec un grand respect. On commence par la tête : c'est le chef, la création, le Père ; ensuite le cœur : l'amour, la vie, la rédemption, le Fils ; les épaules : la force, le Saint Esprit. Tout nous rappelle la croix. Nous-mêmes nous sommes faits en forme de croix ».
Le geste rituel est porteur de diverses dimensions symboliques, reproduisant par exemple la création du monde : le mouvement vertical, séparation de la lumière et les ténèbres, marque l’irruption du Divin dans l’histoire de l'homme tandis que le mouvement horizontal, séparation des eaux et de la terre, symbolise la propagation de l’Esprit saint.
Il marque l'adhésion à la foi et au mystère de la sainte Trinité, c'est-à-dire l'unité de trois personnes en un seul Dieu : Père, Fils (Jésus-Christ) et Saint-Esprit rappelé par l'énoncé mais la symbolique des doigts utilisés l'évoque aussi : les trois doigts évoque la trinité et les deux doigts les deux natures (divines et humaines) du christ. Il rappelle en même temps la mort du Christ sur la croix, sa résurrection, la rédemption et la réaffirmation de la profession de foi trinitaire.

### Critiques, superstitions et pratiques magiques
Des prédicateurs du Moyen Âge comme Bernardin de Sienne dans son Quaresimale (1425) mettent les fidèles en garde contre la surenchère qui consisterait à multiplier indûment le signe de croix, pour ne pas le réduire à une pratique superstitieuse.
Le geste de se signer en situation d'effroi ou pour repousser une situation réputée maléfique est un usage qui n'est pas toujours en relation avec des convictions religieuses. Signer une plaie ou une brûlure est une pratique apparentée à la magie que se sont approprié des guérisseurs[réf. souhaitée].